# Bodenloppet
Bodenloppet är en skidtävling i trakterna av Boden.
Tävlingen gick ursprungligen över en bana på 50 kilometer, men minskades senare till 42 kilometer.
Numera körs loppet i ett flertal distanser, den längsta 40 kilometer.